# Camorrista
Camorrista è un termine generico con cui si definisce un affiliato alla camorra napoletana. Più generalmente è anche un grado della scala gerarchica della stessa camorra e della 'Ndrangheta calabrese.

## 'Ndrangheta
D: Che cosa rappresenta un camorrista?
R: Un camorrista rappresenta un leone legato con una catena di 24 maglie e 25 anelli che non si può distaccar senza l'ordine della società
D: Fatimi grazia saggio compagno, dove risiedono capo e contabile?
R: Alto saggio compagno, capo e contabile risiedono in mezzo ad una isoletta in mezzo al mare con una camicia di forza e ferri e catene che combattono e ricombattono per non essere ribattuti da altri capi società
D:Che cosa rappresenta la camorra?
R:La camorra rappresenta una palla di sangue che gira in tutto il mondo e per ogni 24 ore compie il suo giro
D:Quanto vale un camorrista?
R:Un camorrista vale quanto una piuma d'oro esposta al vento
D:Che cosa rappresenta un camorrista a circolo formato?
R:Un camorrista a circolo formato rappresenta un giudice che in quel momento giudica e da quel momento in avanti può essere giudicato.
D:Da che cosa è formato un camorrista?
R:Un camorrista è formato duro come il ferro, forte come la seta, leggero come una penna lasciata al vento.
D:Quanto pesa un camorrista?
R:Un camorrista pesa quanto una pinna abbandonata al vento e vale quanto l'oro di tutta la Francia.
D:Quanto mangia un camorrista?
R:Un camorrista mangia quanto un cardellino affamato, sta zitto o si piomba come una palla che gira e batte di qua e di là perché che deve essere come una molla spirali che sempre ritorna e non può stare mai ferma
D:Fatimi grazia saggio compagno, come vi hanno battezzato camorrista?
R:Alto saggio compagno, a me mi hanno battezzato senza cappello e senza camicia a mezzo busto come l'Angelo
...»
(Documento ritrovato a Stefanaconi nel 1975.)
La dote (valore di merito) di camorrista è la seconda dote dopo quella di picciotto e giovane d'onore.
Un giovane d'onore, cioè chi è figlio di 'ndranghetisti può diventare direttamente camorrista e viene definito camorrista in corona.
La santa protettrice di chi possiede questa dote è Santa Nunzia.

### Rito
Il rito di passaggio a camorrista avviene prima elencando da parte di un affiliato le sue qualità positive e da un altro affiliato le qualità negative, questa operazione è definita Contraddittorio.
Dopo avviene la Pungitina cioè il giuramento di sangue.
Si punge l'indice della mano destra del picciotto dimodoché delle gocce di sangue cadano sulla figura di Santa Annunziata e poi le si dà fuoco.
Alla funzione è presente anche il contabile dell'organizzazione (chi gestisce la parte economica di un locale).

### Le sopra doti
La dote di camorrista ha diverse sopra doti:
- Camorrista semplice o di società
- Camorrista di fibbia
- camorrista formato
- camorrista di sgarro
- Libero e vincolato